# Gran-familien
Gran-familien (Pinaceae) er en familie af nåletræer der bl.a. omfatter nogle af de mest kendte nåletræer, nemlig de klassiske "grantræer". Alle arter i familien er træer eller buske, alle har linjeformede nåle som blade, og alle sætter frø i kogler. Klassiske eksempler på arter i denne familie er f.eks. rødgran og skovfyr, men selv om nåletræer ses i stor stil i kommercielt drevne skove er kun én art fra familien hjemmehørende i Danmark, nemlig skovfyr. (Og kun 2 andre nåletræer er hjemmehørende: Almindelig taks og Almindelig ene - de hører dog til andre familier).
Koglernes skæl har hver to frøanlæg, og de modne kogler er ved- eller læderagtige, fra 2 til 60 cm lange. Nålene er typisk dækket af et tyndt vokslag der beskytter mod udtørring, sol og kulde. Familien er en af de største blandt nåletræerne med 220-250 arter. Højden af disse træer varierer stærkt fra arter i tørre eller arktiske egne der næppe bliver 2 meter, til 100 m høje kæmper ved den Nordamerikanske stillehavskyst. (Douglasgran og Kæmpe-Gran). Den maksimale alder er omdiskuteret. Mange arter vokser meget hurtigt og når store højder på få hundrede år, mens langsomt voksende arter tilsyneladende kan blive flere tusinde år gamle (se Rødgran: 9500 år gammelt træ). Næsten alle arter er stedsegrønne (undtagen Lærk og Guldlærk). Alle er vindbestøvede. Spredning af frø sker ved vind eller dyr der spiser af koglerne, typisk fugle og gnavere.
| Slægter |

- Underfamilie Gran (Piceoideae)
  - Gran-slægten (Picea), ca. 35 arter
- Underfamilie Fyr (Pinoideae)
  - Fyrreslægten (Pinus), over 100 arter
- Underfamilie Lærk (Laricoideae)
  - Lærk (Larix) løvfældende, ca. 15 arter
  - Douglasgran (Pseudotsuga), 5 arter
  - Cathaya fra subtropisk Kina, 1 art
- Underfamilie Ædelgran (Abietoideae)
  - Ædelgran (Abies), ca. 50 arter
  - Ceder (Cedrus), 2-3 arter
  - Hemlock (Tsuga), Skarntydegran, 9 arter
  - Guldlærk (Pseudolarix) løvfældende, 1 art
  - Keteleeria, 3 arter
  - Nothotsuga fra subtropisk Kina, 1 art

## Udbredelse
Gran-familien har en meget stor geografisk udbredelse og findes næsten overalt på den nordlige halvkugle, mens den stort set mangler på den sydlige. Den findes i næsten alle klimaer undtagen egentlig polarklima med evig is og sne, egentlige ørkner - og forekommer heller ikke i tropisk lavlandsskov (jungle). Specielt i den store, nordlige ("boreale") skov taigaen er arter fra gran-familien dominerende - specielt arter af gran-slægten, fyrreslægten og lærk.
De nåleformede blade giver stor beskyttelse mod udtørring og frost og specielt i 2 områder er arter fra gran-familien særligt dominerende:
- I flade lavlandsområder med koldt klima, f.eks. det indre af Rusland, Sibirien og Canada - her ses typisk få arter dækkende meget store områder. Lav diversitet.
- I bjergområder i tempererede og subtropiske områder, f.eks. i Kina, Mexico, Japan og det vestlige USA. Her ses typisk mange forskellige arter, hvor hver art ofte kun findes indenfor mindre områder. Høj diversitet.

I Danmark er den naturlige udbredelse af arter i gran-familien begrænset, og kun én art, skovfyr, er naturligt hjemmehørende. Det skyldes at det danske klima er forholdsvis mildt, ofte med milde, våde vintre og somrene kan også være våde. Jordbunden er også forholdsvis god og der er ingen højtliggende områder. Grantræerne har derfor ikke så stor konkurrencefordel som i koldere og tørrere områder og "taber" derfor i det lange løb til løvtræerne der er den naturlige klimaks-vegetation i Danmark.

## Anvendelse
Mange arter i gran-familien har uhyre stor økonomisk betydning. De dyrkes for tømmer på store arealer overalt på den nordlige halvkugle og giver tømmer i praktisk taget alle dimensioner. I små og mellemstore dimensioner anses tømmer fra løvtræer som værende bedre, men er også dyrere. I de største dimensioner er træer fra gran-familien næsten enerådende. Udover dette bruges træ fra gran-familien til en lang række andre anvendelser, som f.eks. brænde og rafter. Det er også i denne familie vi finder vores velkendte juletræer rødgran og nordmannsgran, samt en række arter der dyrkes for pyntegrønt.